# 126-я танковая бригада
 126-я отдельная танковая бригада  — отдельная танковая бригада АБТВ Красной армии, в годы Великой Отечественной войны.
Сокращённое наименование формирования, в рабочих документах — 126 отбр. В составе Действующей Армии с 28 августа 1941 год по 22 августа 1942 год.

## История
Приказом Народного Комиссара Обороны Союза ССР № 5/ш, от 24 августа 1941 года, 17-й танковая дивизия (5-й механизированный корпус) расформировывается. А приказом Западного фронта № 00643, от 28 августа 1941 года, на её базе к 30 августа 1941 года формируется 126-я отдельная танковая бригада. Переформирование происходило прямо на фронте в Смоленской области.
Командиром бригады был назначен полковник Корчагин, Иван Петрович, бывший командир 17-й танковой дивизии.
Соединение действовало в Калининской области на озере Пено. 16 сентября 1941 года формирование прибыло в район деревни Мосты. В последние дни сентября вела бои за деревню Ореховня в районе озера Пено. На 30 сентября 1941 года в соединение в составе оперативной группы генерала И. В. Болдина, Западный фронт.
4 — 5 октября 1941 года 126 тбр за два дня боев уничтожила и подбила 50 вражеских танков. Командиры подразделений этой бригады личным примером воодушевляли бойцов на подвиги. Так, 4 октября группа танков в составе четырёх Т-34 и трёх КВ-1 под командованием командира батальона Карпенко уничтожила 11 вражеских танков. Экипажи боевых машин дрались до последнего снаряда, часто продолжали вести огонь даже из охваченных пламенем машин.. 126 отбр участвовала в сражении под Москвой.
Переброшена на Западный фронт. Выгрузилась на станции Дорогобуж. Попала в окружение в районе Вязьмы. Погибла во время Вяземской катастрофы войск Западного фронта в начале октября 1941 года и расформирована. Только через месяц часть бойцов во главе с полковником И. П. Корчагиным вышла из окружения в районе Наро-Фоминска.
С октября 1941 года по август 1942 года  танковая бригада существовала только «на бумаге». Официально управление бригады расформировано 22 августа 1942 года.

## Состав
Отдельная танковая бригада формировалась по штатам №№ 010/75-010/83, от 23 август 1941 года, в составе:
- Управление бригады [штат № 010/75];
  - Рота управления [штат № 010/76];
  - Разведывательная рота [штат № 010/77];
  - 126-й танковый полк[3] [штат № 010/78] — три батальона;
  - Моторизованный стрелково-пулемётный батальон [штат № 010/79];
  - Зенитный дивизион [штат № 010/80];
  - Ремонтно-восстановительная рота [штат № 010/81];
  - Автотранспортная рота [штат № 010/82];
  - Медико-санитарный взвод [штат № 010/83]

## В составе
В составе Западного фронта с 1 сентября 1941 года по 22 августа 1942 года. 

## Командование

### Командиры бригады
- 28.08.1941 — 25.12.1941 Корчагин, Иван Петрович, полковник

### Заместитель командира бригады по строевой части
- 07.09.1941 — 28.09.1941 Белов, Евтихий Емельянович, полковник

### Начальники штаба бригады
- 00.09.1941 — 00.10.1941 Вершекович, Степан Антонович, майор
- Неймушин, майор

### Военные комиссары бригады
- 31.08.1941 — 15.11.1941 Алексеев, Михаил Иванович, батальонный комиссар
- 19.11.1941 — 22.08.1942 Батурин, Алексей Матвеевич, полковой комиссар

### Начальник политотдела
- 28.08.1941 — 28.12.1941 Тимофеев, Николай Александрович, полковой комиссар